# 陇西北站
陇西北站是一个陇海线上的铁路车站，位于甘肃省陇西县云田乡，建于1958年，目前为五等站，邮政编码为748001。目前客运：办理旅客乘降；不办理行李、包裹托运；不办理货运营业。